# Fakear
Pour l’article ayant un titre homophone, voir Fakir.
Théo Le Vigoureux, dit Fakear (prononcé : [feɪˈkɪə(ɹ)]), est un auteur-compositeur et musicien français de musique électronique, né le 29 novembre 1991 à Caen.

## Biographie

### Jeunesse
Théo Le Vigoureux est originaire de Caen où il est élevé dans la musique par ses parents tous deux professeurs de musique; il apprend à jouer du saxophone et de la guitare. Au lycée Malherbe de Caen, il forme un groupe de rock avec plusieurs de ses amis, dont Gabriel Legeleux qui prendra le nom de scène de Superpoze pour sa carrière solo.

### Carrière musicale
Fakear émerge sur la scène musicale à la mi-2013 en se produisant au Cargö, une salle de concert à Caen. Son nom de scène, construit à partir de l'anglais "fake ear" (en français "fausse oreille", "fausse musique"), fait référence à sa transition de la musique rock vers l'électronique.
L’artiste sort plusieurs EPs à la suite, dont "Morning In Japan" en juin 2013, "Dark Lands" en décembre 2013, et "Sauvage" en juin 2014, duquel est extrait le morceau "La Lune Rousse" en collaboration avec Deva Premal et qui lui apporte une notoriété immédiate. Le succès auquel le jeune producteur fait face se manifeste notamment par son statut de lauréat du Prix du public Deezer Adami 2014.
En 2015, Fakear entame une tournée nationale inaugurée par un concert à l’Olympia suivi de concerts au Trianon et à l’Élysée-Montmartre, tous complets, et ce sans avoir encore sorti de premier album. En 2016, Fakear franchit alors une nouvelle étape avec la sortie de son album "Animal", qui deviendra disque d’or.
L’artiste enchaîne ensuite les albums, tels que “All Glows” en 2018, qui sera l’occasion pour lui de collaborer avec de multiples artistes comme Claire Laffut et Anna Zimmer. Son succès ne se limite plus seulement à la scène française, mais s'étend à l'échelle mondiale, avec des performances dans des lieux emblématiques comme le Red Rocks aux États-Unis et le festival Glastonbury en Angleterre.
Fakear se place en fer de lance de toute une génération d’artistes français comme Darius ou Petit Biscuit, et attire le regard des plus grands comme Odesza ou Bonobo, dont il a fait les premières parties.
En 2022, après avoir été représenté 5 ans par Universal, le DJ multi-instrumentiste annonce son retour chez le label Nowadays Records, présent à ses côtés depuis ses débuts.
Dix ans après ses premiers succès, la sortie de l’album Talisman en février 2023 signe le début d’une nouvelle ère.  Cet album,  composé notamment des titres Moonlight Moves, Altar, Voyager ou encore Odyssea en featuring avec la militante écologiste Camille Étienne, vient accompagné d’un passage remarqué au Trianon ainsi qu’une tournée française et européenne sold out.
Musicien prolifique, son dernier album Hypertalisman sort en janvier 2024 : “Je fais de la musique à partager, de la musique à vivre, à vibrer, à danser. Talisman était le retour à l’essentiel, Hypertalisman est la fenêtre tournée vers l’avenir” déclare l’artiste.

### Engagement écologique
Artiste engagé, Fakear est l'un des premiers artistes français à rejoindre le mouvement international Music Declares Emergency. Son engagement pour l'écologie se reflète dans son travail musical et ses actions telles que sa participation en 2021 à la Marche pour le climat, sa contribution à la compilation caritative du collectif de DJ's For Climate Action ou encore ses collaborations avec des activistes comme Camille Étienne pour le titre Odyssea de son album “Talisman”. 

## Discographie

### Albums studio
- 2012 : Washin' Machine
- 2016 : Animal
- 2016 : Vegetal
- 2018 : All Glows
- 2020 : Everything Will Grow Again
- 2023 : Talisman
- 2024 : Hypertalisman

### EPs
- 2011 : Bird
- 2011 : Pictural
- 2011 : Backstreet
- 2011 : Sonopark
- 2013 : Morning In Japan
- 2013 : Dark Lands
- 2014 : Sauvage
- 2015 : Asakusa
- 2017 : Karmaprana
- 2017 : Morning In Japan (Deluxe Edition)

## Utilisation de sa musique

### Radio
Sauf indication contraire ou complémentaire, les informations mentionnées dans cette section proviennent du générique de fin de l'œuvre audiovisuelle présentée ici.
- Song for Jo  (album : Animal) pour l'émission Cultures Monde sur France Culture

### Cinéma
Sauf indication contraire, les informations mentionnées dans cette section peuvent être confirmées par le générique de fin de l'œuvre audiovisuelle présentée ici, ainsi que par la base de données cinématographiques IMDb,  présente dans la section « Liens externes ».
- 2016 : Rosalie Blum de Julien Rappeneau - bande originale : Ueno
- 2016 : Et ta sœur de Marion Vernoux - bande originale : Hip Hop Homework
- 2017 : Ghost in the Shell - bande originale : Damas